# Élections législatives de 2012 au Burkina Faso
Les élections législatives burkinabé de 2012 se sont déroulées le 2 décembre 2012.

## Mode de scrutin
Le Burkina Faso est doté d'un parlement unicaméral, l'Assemblée nationale, dont les 127 membres sont élus pour cinq ans au scrutin proportionnel plurinominal avec liste fermée. Sur ce total, 111 sièges sont répartis dans 45 circonscriptions plurinominales de deux à neuf sièges, tandis que les 16 autres sont pourvus au niveau d'une unique circonscription nationale. Après décomptes des voix, les différents sièges sont répartis sur la base du quotient simple, selon la méthode dite du plus fort reste, qui avantage les petit partis.

## Résultats
| Parti                     | Parti                                                                                      | Voix      | %     | Sièges  | Sièges | Sièges | +/-           |
| Parti                     | Parti                                                                                      | Voix      | %     | Régions | Nation | Total  | +/-           |
| ------------------------- | ------------------------------------------------------------------------------------------ | --------- | ----- | ------- | ------ | ------ | ------------- |
|                           | Congrès pour la démocratie et le progrès (CDP)                                             | 1 467 749 | 48,66 | 62      | 8      | 70     | 3             |
|                           | Alliance pour la démocratie et la fédération/Rassemblement démocratique africain (ADF-RDA) | 338 970   | 11,24 | 16      | 2      | 18     | 4             |
|                           | Union pour le progrès et le changement (UPC)                                               | 334 453   | 11,09 | 17      | 2      | 19     | Nv            |
|                           | Union pour la renaissance/Mouvement sankariste (UPR-PS)                                    | 131 592   | 4,36  | 3       | 1      | 4      | en stagnation |
|                           | Parti pour la démocratie et le socialisme (PDS)                                            | 118 713   | 3,94  | 1       | 1      | 2      | en stagnation |
|                           | Union pour la République (UPR)                                                             | 92 935    | 3,08  | 4       | 1      | 5      | en stagnation |
|                           | Convention des forces démocratiques de Burkina (CFDB)                                      | 72 299    | 2,40  | 2       | 1      | 3      | en stagnation |
|                           | Organisation pour la démocratie et le travail (ODT)                                        | 62 479    | 2,07  | 1       | 0      | 1      | Nv            |
|                           | Union nationale pour la démocratie et le développement (UNDD)                              | 43 795    | 1,45  | 1       | 0      | 1      | 1             |
|                           | Le Faso autrement (FA)                                                                     | 40 310    | 1,34  | 1       | 0      | 1      | Nv            |
|                           | Rassemblement pour le développement du Burkina (RDB)                                       | 29 164    | 0,97  | 1       | 0      | 1      | 1             |
|                           | Parti de la renaissance nationale (PAREN)                                                  | 26 125    | 0,87  | 0       | 0      | 0      | 1             |
|                           | Alliance nationale pour le développement/Parti de la justice sociale (AND/PJS)             | 23 719    | 0,79  | 0       | 0      | 0      | Nv            |
|                           | Rassemblement pour la démocratie et le socialisme (RDS)                                    | 23 504    | 0,78  | 1       | 0      | 1      | Nv            |
|                           | Front des forces sociales (FFS)                                                            | 22 090    | 0,73  | 0       | 0      | 0      | Nv            |
|                           | Convention nationale pour le progrès du Burkina (CNPB)                                     | 13 505    | 0,45  | 1       | 0      | 1      | Nv            |
|                           | Autres partis                                                                              | 174977    | 5,80  | 0       | 0      | 0      | –             |
|                           |                                                                                            |           |       |         |        |        |               |
| Suffrages exprimés        | Suffrages exprimés                                                                         | 3 016 379 | 90,97 |         |        |        |               |
| Votes blancs et invalides | Votes blancs et invalides                                                                  | 299 416   | 9,03  |         |        |        |               |
| Total                     | Total                                                                                      | 3 315 795 | 100   | 16      | 111    | 127    | 16            |
| Abstentions               | Abstentions                                                                                | 1 049 358 | 24,04 |         |        |        |               |
| Inscrits / participation  | Inscrits / participation                                                                   | 4 365 153 | 75,96 |         |        |        |               |